# Es geschah in einer Nacht (1955)
Es geschah in einer Nacht ist ein US-amerikanischer Kriminalfilm aus dem Jahr 1955, der auf der Radioserie Pete Kelly's Blues (1951) basiert. Jack Webb spielte in dem Film die Hauptrolle und führte Regie. In weiteren Hauptrollen sind Janet Leigh und Edmond O’Brien zu sehen. Peggy Lee stellte die alkoholkranke Jazzsängerin Rose Hopkins dar und wurde bei der Oscarverleihung 1956 für den Oscar als Beste Nebendarstellerin nominiert. Ella Fitzgerald hatte einen Cameoauftritt. Lee Marvin, Martin Milner und Jayne Mansfield spielten ihre ersten Filmrollen.

## Handlung
Kansas City 1927: Der Jazzmusiker Pete Kelly und seine Band Big 7 sind die Hausband im 17 Club, einem Speakeasy zur Zeit der Prohibition. Der Verbrecherboss Fran McCarg verlangt einen Teil der mageren Einnahmen der Band. 
Nach dem letzten Auftritt des Abends befiehlt Clubmanager Rudy, Kelly und der Band zum Haus der wohlhabenden Ivy Conrad, die für ihre wilden Partys bekannt ist, zu gehen. Widerwillig kommt Kelly zur Party und hinterlässt McCarg eine Nachricht, dass er ihn dort anrufen soll. Als der Anruf eingeht, ist Kelly damit beschäftigt, Ivys Annäherungsversuche abzuwehren. Kellys Schlagzeuger Joey Firestone ist betrunken und aufbrausenden. Auf dem Rückweg werden Kelly und seine Bande von unbekannten Angreifern von der Straße gedrängt und Firestone wird über die Motorhaube des Wagens geschleudert.
In der folgenden Nacht verprügelt Bandmitglied Firestone das Gangmitglied Guy Bettenhouser, die rechte Hand des Gangsters McCargs. Kelly versucht daraufhin verzweifelt, die Dinge wieder in Ordnung zu bringen, aber ohne Erfolg. Als die Band ihren letzten Song spielt, stürmen zwei bewaffnete Männer durch die Eingangstür des Clubs. Kelly versucht, Firestone zu retten, indem er ihn hinten herausschickt, doch Firestone wird in einer Gasse erschossen. Müde und frustriert über den Mord an seinem Schlagzeuger und die anschließende Abreise seines langjähriger Freundes, des Klarinettisten Al, kehrt Kelly in seine Wohnung zurück und findet Ivy, die auf ihn wartet. Obwohl er sich zunächst gegen ihre Avancen wehrt, gehen die beiden eine Beziehung ein. Im Laufe der folgenden Monate verloben sich die beiden. 
Später treffen sich alle örtlichen Bandleader heimlich, um zu entscheiden, wie sie auf den Druck von McCarg reagieren sollen. Als Kelly mitteilt, dass er keinen Widerstand leisten wird, schließen sich ihm die Anderen an. Der Polizist George Tennell versucht, McCarg zu Fall zu bringen und will hierfür Kellys Hilfe in Anspruch nehmen. Dieser lehnt jedoch ab.
Gangster McCarg versucht erneut, sich mit Kelly anzufreunden und erzählt ihm, dass Bettenhouser bei Firestones Mord allein gehandelt hat. Außerdem drängt er Kelly ein neues Bandmitglied auf: die talentierte, jedoch alkoholkranke Rose Hopkins. 
Eines Nachts kann sie sich betrunken nicht dazu durchringen, gegen eine widerspenstige Menschenmenge anzusingen und hört mitten im Lied auf. Ein wütender McCarg jagt sie in ihre Umkleidekabine und schlägt sie bewusstlos, sodass sie gemeinsam die Treppe hinunterstürzen. 
Al besucht Kelly und Kellys verzwickte Situation beunruhigt beide, doch schließen sie sich wieder zusammen und Al schließt sich der Band wieder an. In einem Anfall versucht Kelly sich von McCarg freizukaufen, aber McCarg zwingt ihn, weiterzumachen. Währenddessen beschließt seine Verlobte Ivy, Kelly zu verlassen, weil sie ihm nicht so wichtig sei, wie seine Musik.
Im Weiteren bekommt Kelly eine Mitteilung und soll einen Unbekannten treffen. Dieser stellt sich als Bettenhouser heraus. Er sagt Kelly, dass es McCarg war, der Firestones Tod befohlen hat. Bettenhouser verspricht Kelly Hilfe, wenn Kelly bis Tagesanbruch 1200 Dollar besorgt. Kelly stimmt zu. Bettenhouser verrät ihm, er könne in McCargs Büro im Everglade Ballroom belastende Bankbelege und Papiere finden.
Zurück im Club bewaffnet sich Kelly. Er wird von einer ahnungslosen Ivy aufgehalten, die einen letzten Tanz mit ihm will. Er jedoch lässt sich nicht darauf ein. Kelly durchwühlt anschließend den Schreibtisch in McCargs Büro nach den Bankbelegen. Bevor er diese finden kann, spielt das Orchester auf und Ivy drängt Kelly zum Tanz in den Ballsaal, lässt die Musik spielen und macht alle Lichter an. Kelly stimmt ängstlich einem letzten Tanz zu, wird aber bald von McCarg und seinen Kumpeln eingekreist. Einer ist Bettenhouser, der ihn reingelegt hat! 
Es kommt zu einer Schießerei. Kelly verbarrikadiert sich hinter Holztischen. Bettenhauser klettert in die Dachsparren, um einen besseren Winkel zu bekommen. McCargs anderer Mann versucht, Kelly zu erschießen, aber Kelly wirft einen Stuhl nach ihm, mit dem er stattdessen McCarg trifft und tödlich verwundet. Als der Schütze dies sieht, gibt er auf und sagt, dass er nichts mehr zu gewinnen habe, wenn er sein Leben riskiert.
Zurück im 17 Club ist alles wie gewohnt – die Band spielt, Ivy und Pete sind wieder zusammen und Rudy macht seine Geschäfte.

## Synchronisation
Die Synchronisation führte die Deutsche Mondial Film durch.
| Darsteller     | Sprecher         | Rolle            |
| -------------- | ---------------- | ---------------- |
| Edmond O’Brien | Wolfgang Lukschy | Frank McCarg     |
| Andy Devine    | Jochen Brockmann | George Tennell   |
| John Dennis    | Wolfgang Preiss  | Guy Bettenhouser |
| Janet Leigh    | Marion Degler    | Ivy Conrad       |
| Jack Webb      | Hans Nielsen     | Pete Kelly       |
| Peggy Lee      | Tilly Lauenstein | Rose Hopkins     |
| Than Wyenn     | Gerd Martienzen  | Rudy Shulag      |

## Im Film vorgestellte Songs
- „Just a Closer Walk with Thee“ (Traditional) – Chor
- „Sugar (That Sugar Baby O’ Mine)“ (Maceo Pinkard, Edna Alexander, Sidney D. Mitchell) – Big 7 (Matty Matlock’s Dixielanders), Peggy Lee (Gesang)
- „I’m Gonna Meet My Sweetie Now“ (Jesse Greer, Benny Davis) – Janet Leigh (Gesang)
- „Somebody Loves Me“ (George Gershwin, Buddy DeSylva, Ballard MacDonald) – Big 7 (Matty Matlock’s Dixielanders), Peggy Lee (Gesang)
- „Bye Bye Blackbird“ (Ray Henderson, Mort Dixon) – Martin Milner, Lee Marvin & andere Darsteller
- „Hard Hearted Hannah“ (Milton Ager, Jack Yellen, Bob Bigelow, Charles Bates) – Ella Fitzgerald (Gesang)
- „He Needs Me“ (Arthur Hamilton) – Peggy Lee mit Big 7 (Matty Matlock’s Dixielanders)
- „Sing a Rainbow“ (Arthur Hamilton) – Peggy Lee (Gesang)
- „Pete Kelly’s Blues“ (Ray Heindorf, Sammy Cahn) – Ella Fitzgerald (Gesang)
- Ella Hums the Blues (Ella Fitzgerald) – Ella Fitzgerald
- „Smiles“ (Lee S. Roberts) – Big 7 (Matty Matlock’s Dixielanders)
- „Breezin’ Along with the Breeze“ (Haven Gillespie, Seymour Simons, Richard A. Whiting) – Big 7 (Matty Matlock’s Dixielanders)
- „Oh, Didn’t He Ramble“ (W. C. Handy) – Big 7 (Matty Matlock’s Dixielanders)
- „After I Say I’m Sorry“(Walter Donaldson, Abe Lyman) – Big 7 (Matty Matlock’s Dixielanders)
- „I Never Knew“ (Ted Fiorito, Gus Kahn) – Big 7 (Matty Matlock’s Dixielanders)

Die Musik des Films erschien auf den beiden Alben
- Pete Kelly's Blues (Pete Kelly and His Big Seven) RCA Victor LPM1126
- Songs from Pete Kelly's Blues (Peggy Lee mit dem Orchester Hal Mooney, u. a. mit Dick Cathcart (tp), Matty Matlock (cl), Eddie Miller (ts), Dick McDonough (git), Nick Fatool, dr) Decca DL8166[2]